# گی‌یرمو لوول
گی‌یرمو لوول (اسپانیایی: Guillermo Lovell‎; ۱۴ ژانویهٔ ۱۹۱۸ – ۲۵ اکتبر ۱۹۶۷) بوکسور اهل آرژانتین بود.